# Эсквилинский обелиск
Эсквилинский обелиск (итал. Obelisco Esquilino) — один из обелисков Рима. 

## История и описание
Предполагается, что во времена императора Домициана (I век нашей эры) были созданы два парных обелиска по образцу древнеегипетских. Они были размещены перед входом в мавзолей императора Августа, который когда-то присоединил Египет к Римской империи и впервые привёз египетские обелиски в Рим.
После падения Римской империи мавзолей много веков пребывал в запустении, а стоявшие перед ним обелиски были сброшены на землю и со временем засыпаны культурным слоем («грязью и обломками»). Из под них обелиски был извлечён только тысячу лет спустя, в 1580-х годах, по приказу просвещённого Папы Римского Сикста V, который организовал поиски, реставрацию и подъём древних обелисков по всему Риму. Этими работами, по указанию, Папы, руководил архитектор Доменико Фонтана. 
Один из парных обелисков Фонтана установил на высоком постаменте на историческом Эсквилинском холме, на одноименной площади позади базилики Санта-Мария-Маджоре. С тех пор обелиск известен под своим современным названием.
На вершине обелиска Фонтана закрепил бронзовый крест, который находится там и в настоящее время. 
Высота самого обелиска составляет 15 метров, а вместе с постаментом и крестом — 25,5 метров. 
Второй обелиск был установлен на историческом Квиринальском холме, где стал центром композиции фонтана диоскуров на Квиринальской площади.